# テーブル・フットボール

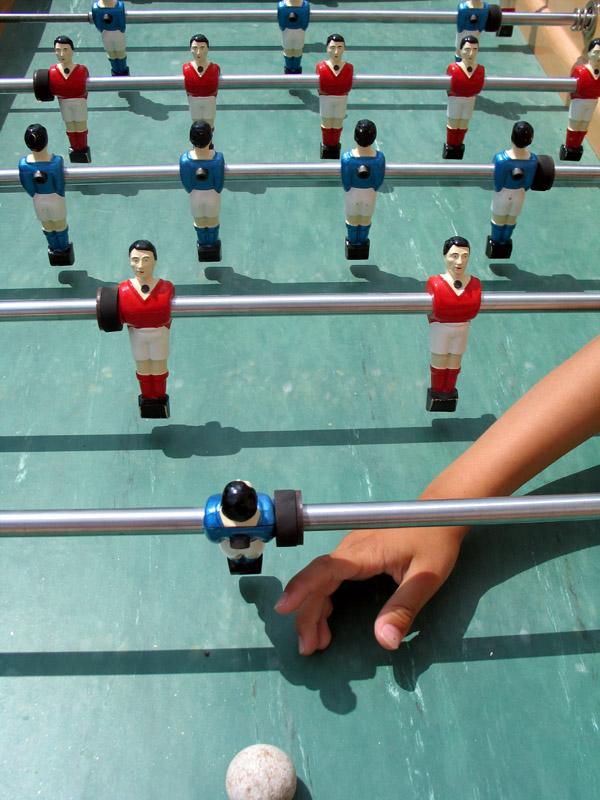
テーブル・フットボールの一例。画像はボンジーニ製のもの。

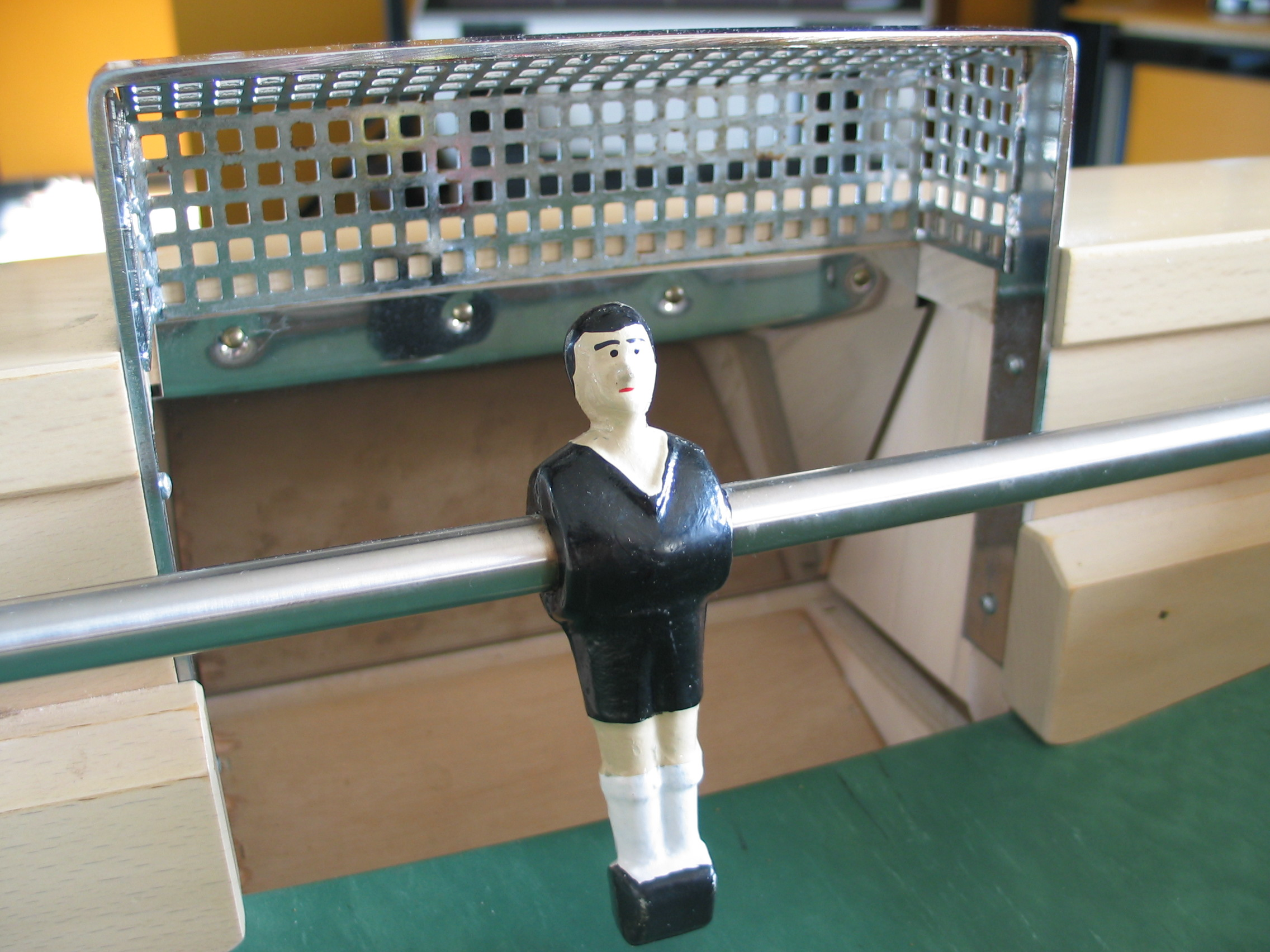

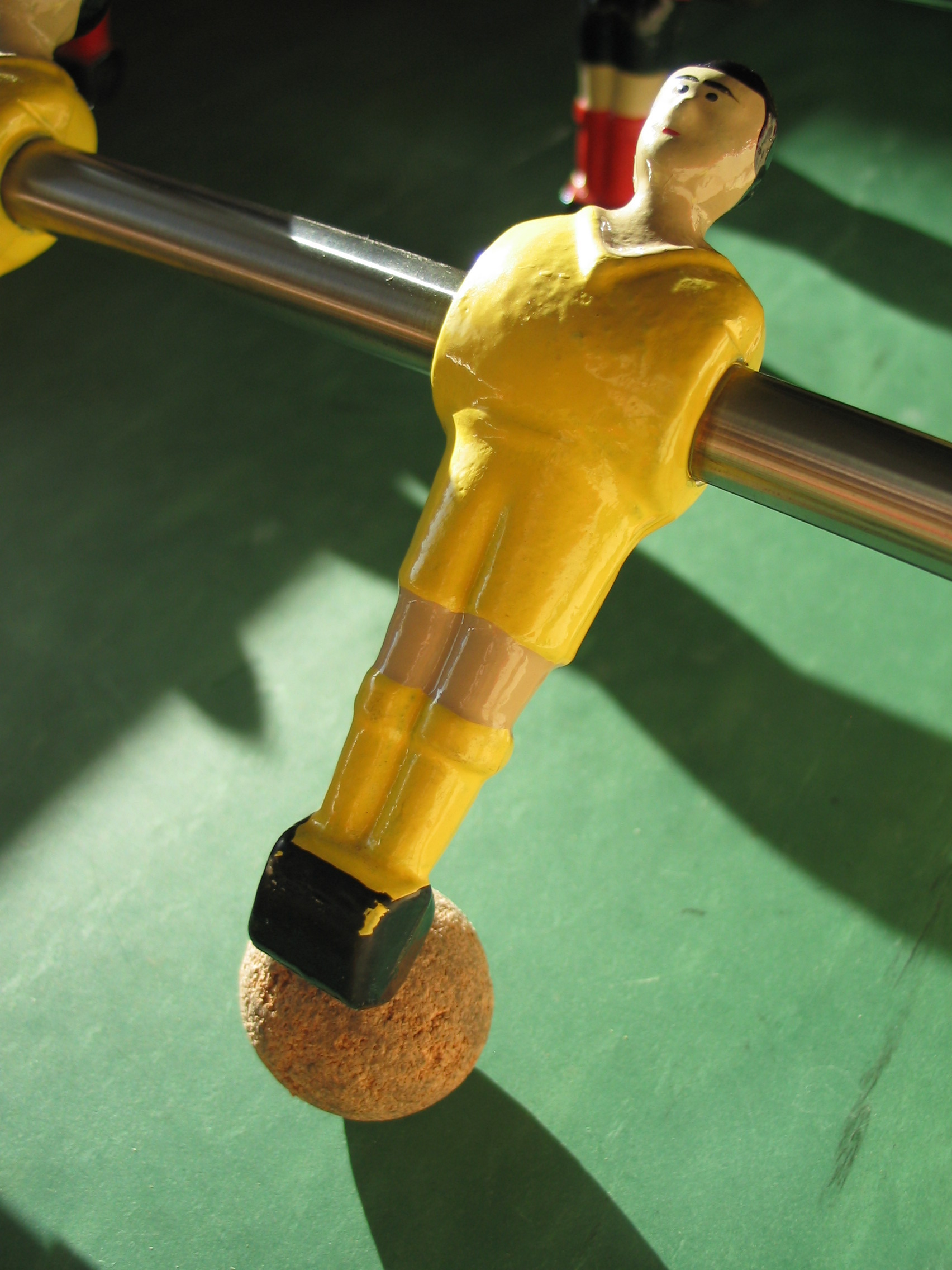

テーブル・フットボール (table football) は、サッカーをもとにして作られたテーブルゲーム。テーブル・サッカーという別名も一般的であり、またアメリカ合衆国ではドイツ語でサッカーを意味するFußball（代用表記：Fussball）という言葉に由来するフーズボール (foosball) として知られている。

## 起源
このゲームの起源は確かではないが、多くの歴史家の間ではおそらく1880年代から1890年代のイギリス、フランスまたはドイツで、最初に姿を現したのであろうとする意見で一致している。これまで多くの人々がこのテーブルスポーツを発明したと主張してきたが、このスポーツの発祥の地や発明された正確な時期を表す確固たる証拠はいまだに提示されていない。1890年代には特許が存在することが確認されている。

## ゲーム
ゲームを開始するため、テーブルの側面にある穴からボールが出されるか、もしくは単純に中央にある選手人形の足元へ手で直接ボールを置く。プレイヤーは回転する棒に取り付けられている選手の人形を操り、相手のゴールにボールを蹴る。競技が行われるとボールは時速64キロメートル（時速40マイル）の速さで進むという。このゲームには、プレイヤーの洗練された運動神経やコントロール力、知識を駆使した鋭敏な感触と共に、素早い反射能力が要求される。
基本は、ボールを所有する棒上の選手からもう一方の選手へと「パス」を出し、ディフェンスの穴を見つけ出して点を入れようとする時「シュート」をする。典型として5点の場合が多いが、あらかじめ決められた点数に到達したチームが勝者となる。競技では、点数を入れたプレイヤーがプレイ中にルールを破らない限り、ゴールしたすべてのボールが点数にカウントされる。大きなイベントでは、ルール違反やペナルティを決めるレフェリーまでいる。
フーズボールのテーブルのサイズは異なるが、長さおよそ120センチメートル（4フィート）、幅およそ60センチメートル（2フィート）のテーブル卓が典型的である。テーブルには通常プラスチック製や金属製、木製や時には炭素繊維でできたものもある、8列の「選手」が金属棒上に水平に配置されている。各チームは1 - 3人で4つの棒上の選手を操ってゲームを行う。
以下のフーズボール選手表は標準的な配置。テーブルの片側を左手側から右手側へ見た図である。
| 1列目 | ゴールキーパー（自チーム）     | 1選手（3選手の場合あり） |
| 2列目 | ディフェンス（自チーム）       | 2選手                    |
| 3列目 | アタッカー（相手チーム）       | 3選手                    |
| 4列目 | ミッドフィールド（自チーム）   | 5選手（4選手の場合あり） |
| 5列目 | ミッドフィールド（相手チーム） | 5選手（4選手の場合あり） |
| 6列目 | アタッカー（自チーム）         | 3選手                    |
| 7列目 | ディフェンス（相手チーム）     | 2選手                    |
| 8列目 | ゴールキーパー（相手チーム）   | 1選手（3選手の場合あり） |

フーズボールの戦略も大きく異なる。チーム1人対1人（「シングル」プレイ）でゲームを行う場合、プレイヤーは4つ全ての棒を自身でコントロールすることは難しい。しかし中には、左手の親指や小指を使って2つの守備列を操作し、右肘と右手でミッドフィールドとアタッカーの列を操作するという、完璧な守備法を持つプレイヤーもいる。この形式は、特定の熟練したプレイヤーたちが使用しているにもかかわらず、いくぶん過激な方法であるとも考えられている。他のプレイヤーは左手を常にゴールキーパーまたはディフェンスの選手棒に手をかけ、他の3つの列は右手を動かして操作する。より攻撃的なプレイヤーはアタッカーとミッドフィールドの列に手をかけて一斉に攻撃し、ゴールキーパーを操作しないままにすることもある。
フーズボールは「ダブル」形式として4人のプレイヤーでゲームを行うことも可能で、この場合2人ずつが2つのチームに分かれてプレイする。このシナリオにおいては、1人が2つの守備側の列を操作し、チームのもう1人がミッドフィールドとアタッカーの列を使用してゲームを行うのが通例である。
練習するにつれ、「スネーク」、「プル・ショット」、「フロント・ピン」と呼ばれる戦略を含み、ものすごいボールの動きで敵を圧倒する「セット・ピース」というテクニックを習得することも可能である。「プル・ショット」では、まずプレイヤーが相手ゴールの上部にボールを置く。そして棒を引いて手前にボールを転がし、ガードされていない場所やゴールのコーナーを狙う手法だ。「スネーク」「フロント・ピン」はどちらも、選手の人形でボールを押し付けておくか、またはボールを留めておく手法である。これらの方法を使えば、プレイヤーはボールをどちらの方向へも揺れ動かすことができる。

## 競技

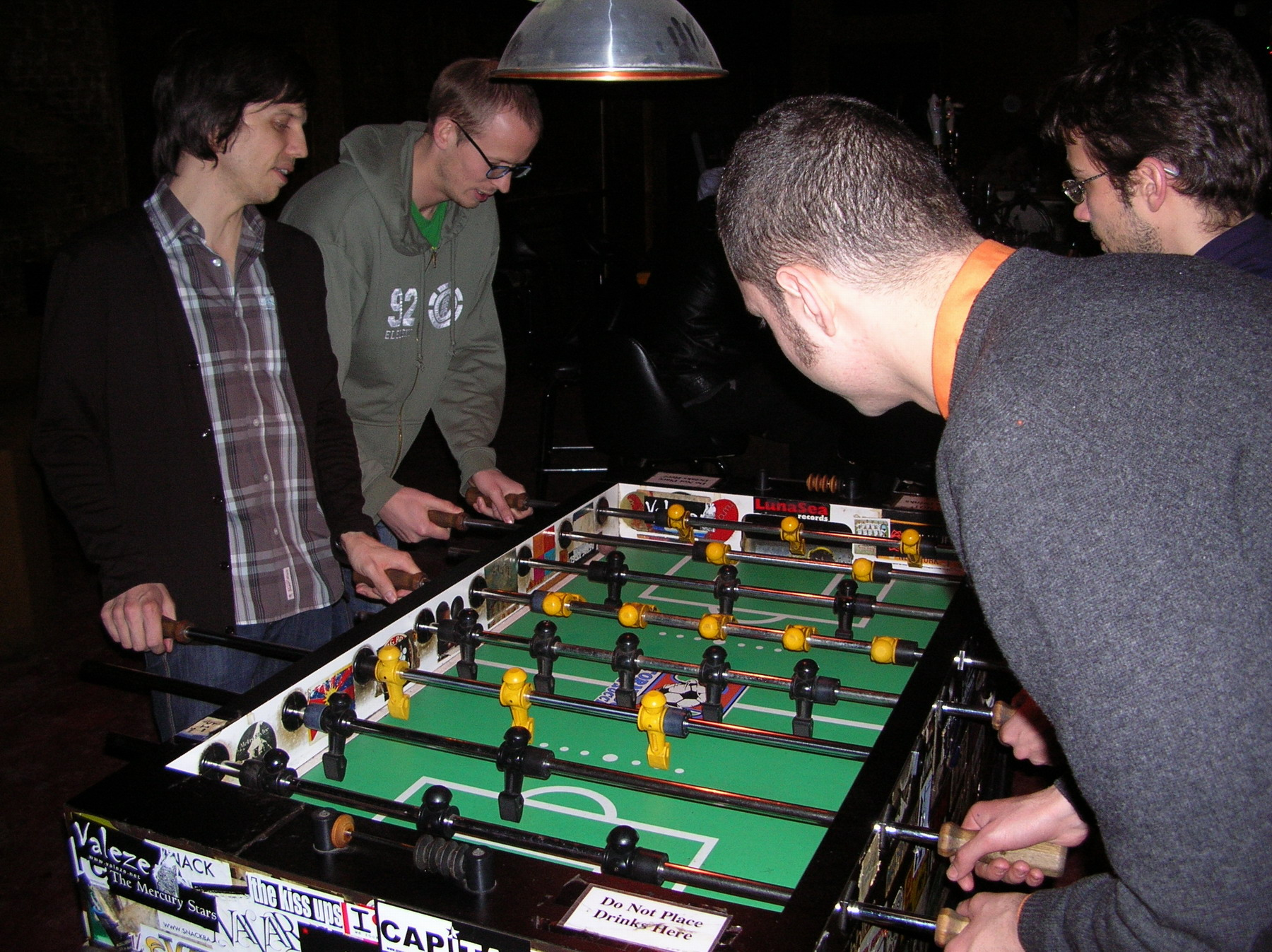
ニューヨーク市で行われるフーズボール。

テーブル・フットボールはパブやバー、職場、学校、クラブで、ルールをほとんど設定せず単に楽しむためによくプレイされる。またフーズボールはかなり発展したルールや規制を設けて、特定の団体より組織される公式な競技の場でプレイされることがある。組織された競技が行われたのは、1940年代と1950年代のヨーロッパまでさかのぼることができる。しかし、アメリカ・ワシントン州シアトルのプロテーブル・サッカー創始者、リー・ペッパードが1975年に「クォーター・ミリオン・ダラー・ツアー」を公表し、フーズボールのプロ・ツアーと高級なマネー・イベントが始まった。ペッパードは獲得賞金として数百万ドルの賞金を掲げてイベントを開催、彼のトーナメント・サッカー組織が1981年に倒産してからも、数々の団体や主催者が巨額の資金を投入したプロのテーブル・サッカーイベントを世界中で開催し続けている。2002年にはそれら全てを統合し世界選手権を組織する機関として、前述の国際テーブル・サッカー連盟が設立された。
数ある地方リーグが世界中に存在し、「パブ」プレイヤーと「トーナメント」プレイヤー間ではその腕前に大きな差もある。近年ではイギリスでパブチームと大学チームを含んだブリット・フーズナショナルリーグが設立された他、ドイツではFIFAワールドカップと同時期の2006年5月、ITSF認定のテーブルで試合を行う国際レベルのITSFワールドカップが行われた。この試合ではオーストリア、ドイツ、ベルギーがそれぞれ金、銀、銅を受賞した。ちなみに日本は予選を通過してベスト16の結果を残している。

## テーブル
テーブル・フットボールのテーブルには莫大な種類が存在する。ワールド・ツアーとITSF公式トーナメントで使用されるテーブルのブランドには、「フレンチスタイル」のボンジーニ、「アメリカンスタイル」のトーネード、「イタリアンスタイル」のロベルト・スポルトや「ベルジアンスタイル」のユーロサッカー／ウッド（ジュピター／ABC）、そして「ジャーマンスタイル」のテクボールがある。他の主なブランドにはキッカー、ガーランド、ローゼンガルト、ライオン・サッカー、ウォリアー、レマッヒャー、レオンハルト、スモビーという名のものがある。また美術家であるマウリツィオ・カテランは、自身の「スタジアム」という作品で7メートルのテーブルを創作した。これは、テーブルの片側に11人のプレイヤーが並んでプレイできるほどの大きさであった。他の独特なフーズボールには、イレブンフォーティ社製作の、オーパス・テーブルがある。このテーブルは一つ一つが手作りで、各選手は実際のサッカー選手に似せて作られている。
またテーブルの種類の相違は、プレイ形式にも大きな影響を与えている。多くのテーブルのゴールキーパーは、ゴールエリア内で動けるよう動きが制限されている。テーブルの角にボールがはまってもゴールキーパーがそこまで届かないテーブルもあれば、ボールが自然に戻るよう最初から角が傾斜しているテーブルもある。他にはゴールキーパーが3人設置されているテーブルもあり、これは角が傾斜する必要がないように、ゴール中央に1人とその両側に2人いるテーブルである。もうひとつの主な相違点はゲームで使用するそのボールの製法に見られ、コルクやプラスチック、木またはビー玉及び金属など、選手とボール間の「グリップ」だけでなくシュートのスピードも大きく異なる。

## ロボット
ドイツ・アルベルト・ルートヴィヒ大学フライブルクのロボット工学者によってテーブル・フットボールをするよう設計されたロボットは、85パーセントの確率で一般のプレイヤーを打ち負かすことができると主張された。ロボットはボールを探知するため透明なテーブルの基盤の下から見上げるカメラと、テーブル上の選手を回転し動かす高度なトルクモーターを制御する電子制御システムを使用する。現時点では熟練したプレイヤーでも10試合中1回しか勝つことができない。もう一つのテーブル・フットボールロボットにはフーズボットがおり、これは人間に負けたことがないと言われている（熟達したプレイヤーと今まで一度も試合をしていないとも考えられている）。しかし、デンマーク工科大学の2人の学生によって、更なるテーブル・フットボールロボットが開発中であり、こちらはごく普通のテーブル上にカメラを取り付けるタイプのものである。

## 日本のテーブルサッカー
日本のテーブルサッカーの組織としては、日本テーブルサッカー協会(Japan Table Soccer Federation = JTSF）があり、国際テーブルサッカー連盟（International Table Soccer Federation = ITSF）から日本代表協会として承認されている。日本でのテーブルサッカー普及を目的とし、トーナメントやイベントなどを開催している。
日本テーブルサッカー協会は、1999年7月2日に日本フーズボール倶楽部（Japan Foosball Club, 略称JFC）として設立され植野穣が日本のテーブルサッカー、フーズボールの基盤を築いた。。創設者は植野穣（共同創設者：山崎良平、大伴秀郎、永川博）。
2002年日韓W杯開催時には、アディタス社スポンサーの元全国でテーブルサッカー大会を開催し大成功をおさめる。
2004年1月に国際テーブルサッカー連盟（ITSF）からの認定を受け、同年9月1日に日本テーブルサッカー協会 (JTSF）として組織変更し初代会長植野穣が就任。
2006年に世界で初めてのW杯がドイツW杯前のハンブルク、ドイツで開催され、アジアより唯一日本代表が出場した。（団長植野穣、コーチ山崎良平、江藤俊徳、黒長大輔、桑原修二、渡邊歩、小島篤也、岡村浩美、吉村周也、坂本美樹、佐藤好枝、岩崎洋子）
2008年1月に設立当初から支えてきた山崎良平の病死に伴い、植野が日本テーブルサッカー協会より引退、後任として佐藤一城が2代目会長となる。
2009年1月27日、特定非営利活動法人 (NPO) の法人格を取得し、NPO日本テーブルサッカー協会として活動を始めるが、内部的問題が生じ、2011年9月にNPO法人としては解散した。
2011年に11月11日に「新組織」として日本テーブルサッカー協会を再生することとした（再始動については永川博が会長として声明している）。
2019年ITSFより諸問題（基本大会の未実施、主だった活動なし）によりメンバーシップの剥奪の警告があり、プレーヤー主体から発した強い希望意見により再編成総会が実施され、新会長に小林充が立候補就任。
2022年11月小林充会長の辞任に伴い、第５代目会長に創設者並びに初代会長である植野穣が再就任。

## テレビ・映画

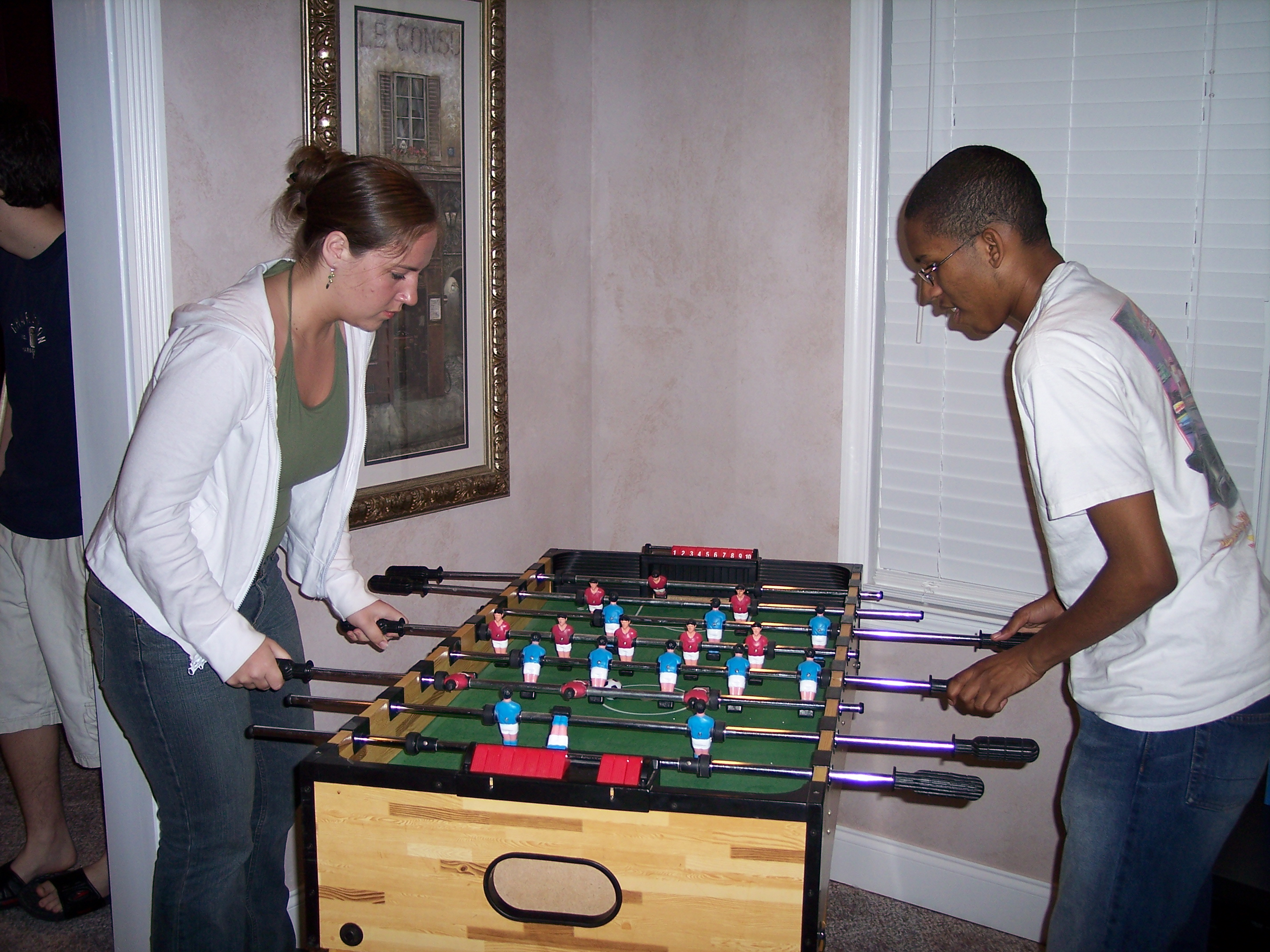
「シングル」プレイ。1人で4本の列を操る。

テーブル・フットボールは多くのテレビ番組や映画で登場している。
- 1981年アメリカ映画『ロング・ショット』：フーズボール選手権が呼び物とされ、1970年代のジュニアアイドルであったレイフ・ギャレットが出演した。またフーズボールのプロであるジョニー・ロットが出演し、接写で「オーバー・ザ・トップ（レインボー・ショット）」という曲芸を披露した。
- 1982年 - 1993年テレビシリーズ『チアーズ」：エピソード「アキレス・ヒル」では、カーラがフーズボールテーブルは何かに憑りつかれていると信じ込む。
- 1989年から現在まで放映されているテレビシリーズ『ザ・シンプソンズ』：エピソード「リサのサックス」で、ホーマーがスプリングフィールド博物館でムンクの「叫び」と、想像の中でフーズボールの試合を行っているシーンがある。
- 1993年アメリカ映画『デイズド・アンド・コンフューズド』：フーズボールとビリヤードのある部屋の長いシーンが見られる。
- 1994年イタリア映画『イル・ポスティーノ』：劇中の女性キャラクターがフーズボールの試合中に主人公と恋に落ちる。
- 1994年 - 2004年テレビシリーズ『フレンズ』：初期のシーズンではダイナモ製のテーブルが見られるが、その後はアメリカのプロのリーグでは標準的な競技用テーブルであるトーネード（バレー）製のものも見られる。また出演する俳優は頻繁にフーズボールで試合をする。このフーズボールテーブルは第1シーズン第12話「おなかのベビーはどっち？」(The One With The Dozen Lasagnas) において、ジョーイとチャンドラーがキッチンテーブルの代わりに購入したもので、モニカが男性陣を打ち負かしている。このフーズボールテーブルは第4シーズン第2話で盗まれてしまったため、別のトーネード製、緑色の盤面、黒と黄色の選手、そして大理石模様の側面を持つフーズボールを、チャンドラーが第4シーズン第7話で買ってくる。チャンドラーがジョーイを試合で勝たせるのに失敗したエピソードである第6シーズン第6話で、「スタント」テーブルとして3番目となるフーズボールテーブルが使用されているという意見がある[5]。このテーブルは第10シーズン第18話で、モニカに破壊される。
- 1998年『ウォーターボーイ』：ロバートの母親がアメリカン「フットボール」を「フーズボール」と聞き間違えるシーンがある。この誤った発音が人気を獲得し、現在でも時々同じような使い方をされることがある。
- 1999年アメリカ映画『ノッティングヒルの恋人』：ヒュー・グラント演じる主人公の部屋にフーズボールのテーブルが置かれているのが確認できる。
- 2006年アメリカ映画『フーズ』(Foos: Be The Greatest)：アメリカにおけるフーズボール（テーブルサッカー・テーブルテニス）の歴史を描いている。
- 2004年から2012年まで放送されたドラマシリーズ、『Dr.HOUSE』では登場人物たちがテーブル・フットボールを楽しみながら会話をするシーンが何度か見られる。

## テーブルサッカーの社会貢献
2012年の東日本大震災で被災した地域で中学校や小学校の校庭に仮設住宅が建ち、子どもたちの遊ぶ校庭がなくなってしまった状況で、屋内の小スペースでも行える戦略性の富んだスポーツを岩手県の教育委員会や体育協会が探していたところ、日本テーブルサッカー協会創設者の植野がテーブルサッカーを紹介し、バカラパシフィック社のスポンサーとNPOグローバルスポーツアライアンス（略称GSA）の活動によってフランスのボンジニ社のテーブルを大船渡市の中学校1校と陸前高田市の中学校2校に贈呈した（最終的には被災地９校に設置）。またGSAのスポーツリカバリープログラムでは、「スポレクやっぺし」イベントを開催して、そのイベントでテーブルサッカーを設置してテーブルサッカーを広めている。